# Rhinolophus siamensis
Rhinolophus siamensis — вид рукокрилих родини Підковикові (Rhinolophidae).

## Поширення
Країни проживання: Китай, Лаос, Таїланд, В'єтнам. Існує мало інформації для цього виду. Імовірно, пов'язаний з вапняковими печерами у вічнозелених лісах.

## Загрози та охорона
Загрози для цього виду не відомі. Поки не відомо, чи вид присутній в будь-якій з охоронних територій.